# 巴尔的摩地铁

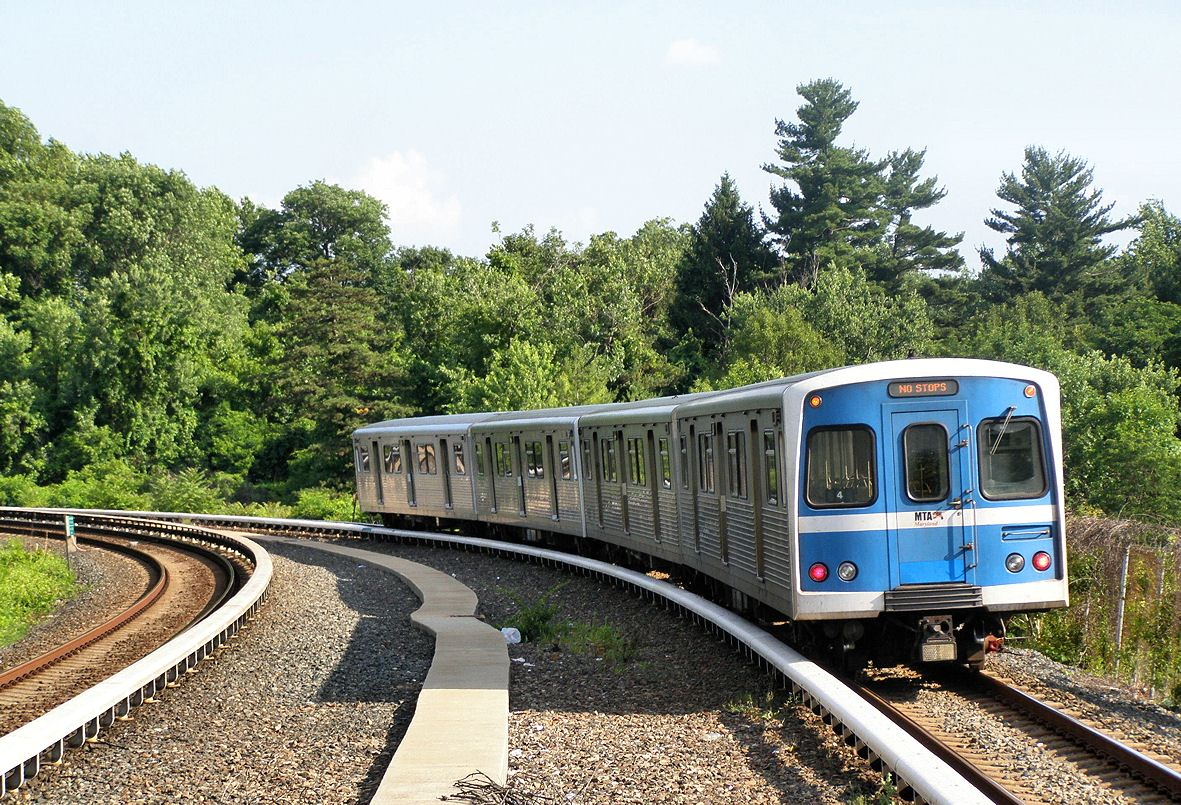
巴尔的摩地铁

巴尔的摩地铁（英語：Baltimore Metro SubwayLink），在当地被直接称为地铁，是在美国马里兰州巴尔的摩地区由马里兰州交通局运营的一条地铁线路。虽然叫做“地铁”，这条线路有大半都不在地下，其中在市区以外的部分大多都是高架或地面上运行。巴尔的摩地区另外有一条轻轨，可以跟该地铁系统出站换乘，但需步行一段距离，并且要另外买票。

## 线路
长24.8公里，10公里在地下，3.5公里在高架，11.3公里在地面。14个车站，地下车站处于地下16到34米深。站台长137米，可以容纳6节编组列车。所有车站都有无障碍设施。列车是跟迈阿密地铁一起订购的，以便节省开支。第三轨供电，700V直流。